# Nassaulaan 19 (Baarn)
Het pand Nassaulaan 19 is een gemeentelijk monument aan de Nassaulaan in de Transvaalwijk van Baarn in de provincie Utrecht.
De asymmetrische voorgevel staat evenwijdig aan de straat en heeft luiken naast de ruiten en chaletachtig houtwerk. De serre aan de rechter zijgevel is in 1911 aangebouwd. De voordeur is voorzien van siersmeedwerk. Op de foto is links een deel van de christelijke gereformeerde kerk zichtbaar.